# Kalven (Gunnilbo socken, Västmanland)
Kalven är en sjö i Skinnskattebergs kommun i Västmanland och ingår i Norrströms huvudavrinningsområde.